# František Bartoš (atlet)
František Bartoš (1. ledna 1947, Lanžhot – 21. března 2014, Lanžhot) byl československý atlet, běžec, který se věnoval středním a dlouhým tratím, především běhu na 3000 m překážek.

## Sportovní kariéra
Začínal jako fotbalista. Od roku 1964 se začal v Lokomotivě Břeclav věnovat atletice. Na průmyslové škole ho začal trénovat trenér a učitel Miroslav Loučka. V juniorské kategorii byl mistrem republiky na 1500 metrů překážek (časem 4:22,3) a byl nominován do reprezentačního juniorského celku na utkání s NDR (3000 metrů v něm běžel za 8:41,6). Později závodil za Železárny Prostějov (1966 – 67) a rok 1968 spojil s klubem Lokomotiva Olomouc, kde prožil vojenskou základní službu. V letech 1969 – 1981 hájil barvy VŽKG Vítkovice. Byl několikanásobným mistrem ČR a ČSSR na různých tratích. Nejvíc titulů (čtyři) vybojoval v letech 1970, 1975, 1977 a 1978 na trati 3000 m překážek. Půl roku byl československým rekordmanem na této trati časem 8:30,8.
Zúčastnil se evropského šampionátu v Římě v roce 1974, kde v běhu na 3000 m překážek doběhl na 12. místě. Na následujícím ME v atletice 1978 v Praze na strahovském stadionu Evžena Rošického obsadil ve finále téže disciplíny výkonem 8:38,0 7. místo. Na bronzovou medaili, kterou vybojoval Fin Ismo Toukonen, ztratil necelých dvacet sekund.
Čtrnáctkrát reprezentoval v mezinárodních utkáních (1970 – 1981), z toho dvakrát v evropském poháru.
Po skončení sportovní kariéry pracoval jako konstruktér ve Vítkovicích, Transportě Břeclav a poté v Naftě Gbely. Po roce 1989 působil také jako trenér v Rakousku. Atletice se věnovali i jeho synové Richard a Tomáš.